# Mischief
Mischief (Brasil: A Primeira Transa de Jonathan / Portugal: Mischief - Jovens e Apaixonados) é um filme de comédia romântica adolescente de 1985 estrelado por Doug McKeon, Chris Nash, Catherine Mary Stewart e Kelly Preston. O filme foi dirigido por Mel Damski e escrito por Noel Black. A trilha sonora original foi composta por Barry De Vorzon. 
Sua trilha sonora apresenta muitas canções populares da época.

## Sinopse
Em Nelsonville, Ohio, em 1956, a relação entre o introvertido e desajeitado Jonathan Bellah e o inconformado e extrovertido Eugene "Gene" Harbrough se desenvolve. O principal objetivo de Jonathan é conquistar a sexy Marilyn McCauley, apesar de sua timidez, enquanto Gene tem sua própria vida amorosa com, Bunny Miller, que retribui seus sentimentos, além de aconselhar Jonathan sobre como atrair mulheres. Gene também tem que defender Jonathan, e ele mesmo, do valentão da classe rica, Kenny, o invejoso namorado de Bunny, enquanto tentava elaborar um relacionamento com seu pai viúvo, que tem tolerância zero por suas escapadas muitas vezes selvagens.

## Elenco
- Doug McKeon como Jonathan Bellah
- Chris Nash como Eugene "Gene" Harbrough
- Catherine Mary Stewart como Bunny Miller
- Kelly Preston como Marilyn McCauley
- D.W. Brown como Kenny Brubaker
- Jami Gertz como Rosalie Hewitt
- Margaret Blye como Claire Miller
- Graham Jarvis como Sr. Miller
- Terry O'Quinn como Claude Harbrough

## Produção
Doug McKeon mais tarde chamou o filme de mais agradável em que ele trabalhou. Em suas próprias palavras, McKeon disse: "completei 18 anos durante a realização do filme e, portanto, fui 'adulto' pela primeira vez na minha carreira e não precisava mais de um tutor comigo. Ademais, todos os atores desse filme (Chris Nash, Kelly Preston, Catharine Mary Stewart e Jami Gertz) eram muito divertidos, além disso, o filme aconteceu nos anos 50, dirigindo carros antigos, ouvindo a música da época, vestindo roupas, etc. Foi realmente agradável".

## Recepção
Mischief possui 50% de aprovação no site agregador de críticas Rotten Tomatoes, com base em seis comentários.
O jornal Boston Globe disse que o filme "cai em algum lugar no meio da pilha da nostalgia. Não é tão ruim quanto o pior, não é tão bom quanto o melhor. É agradável, mas é roubado por seus adereços. Cada personagem tem sua peculiaridade, assim como o local de ambientação. Os cineastas tiveram a sorte de encontrarem Nelsonville, Ohio, para seguirem fielmente uma ambientação escolar de 1956".
O Los Angeles Times publicou: "Nem terrível, nem notável, é daqueles tipos de filme efêmeros, que você mal se lembra de ter assistido após uma semana".